# Eimisjärvi och Lauttalammit
Eimisjärvi och Lauttalammit eller Eimisjärvi är en sjö i Finland. Den ligger i kommunen Joensuu i landskapet Norra Karelen, i den sydöstra delen av landet, 400 km nordost om huvudstaden Helsingfors. Eimisjärvi och Lauttalammit ligger 142,4 meter över havet. I omgivningarna runt Eimisjärvi och Lauttalammit växer i huvudsak barrskog. Den är 12,5 meter djup. Arean är 7,21 kvadratkilometer och strandlinjen är 64,48 kilometer lång. Sjön  ingår i Jänisjokis huvudavrinningsområde. 
I övrigt finns följande i Eimisjärvi och Lauttalammit:
- Lehmonsaari (en ö)